# هجوم بوكراع (1977)
هجوم بوكراع هي عملية عسكرية وقعت في 31 مايو عام 1977 أثناء حرب الصحراء الغربية، حيث هاجمت قوات جبهة البوليساريو بلدة بوكراع، وهي بلدة تشتهر بتعدين الفوسفات، وتقع في منطقة الصحراء الغربية المتنازع عليها من الحكومة المغربية وجبهة البوليساريو. كان العملية ناجحة، وترتب عليها إجلاء العمال والفنيين الإسبان العاملين في مناجم الفوسفات ببلدة بوكراع، وتدمير منشآت الخط الناقل لإنتاج الفوسفات من المناجم إلى ميناء مدينة العيون في المغرب.

## الخلفية التاريخية

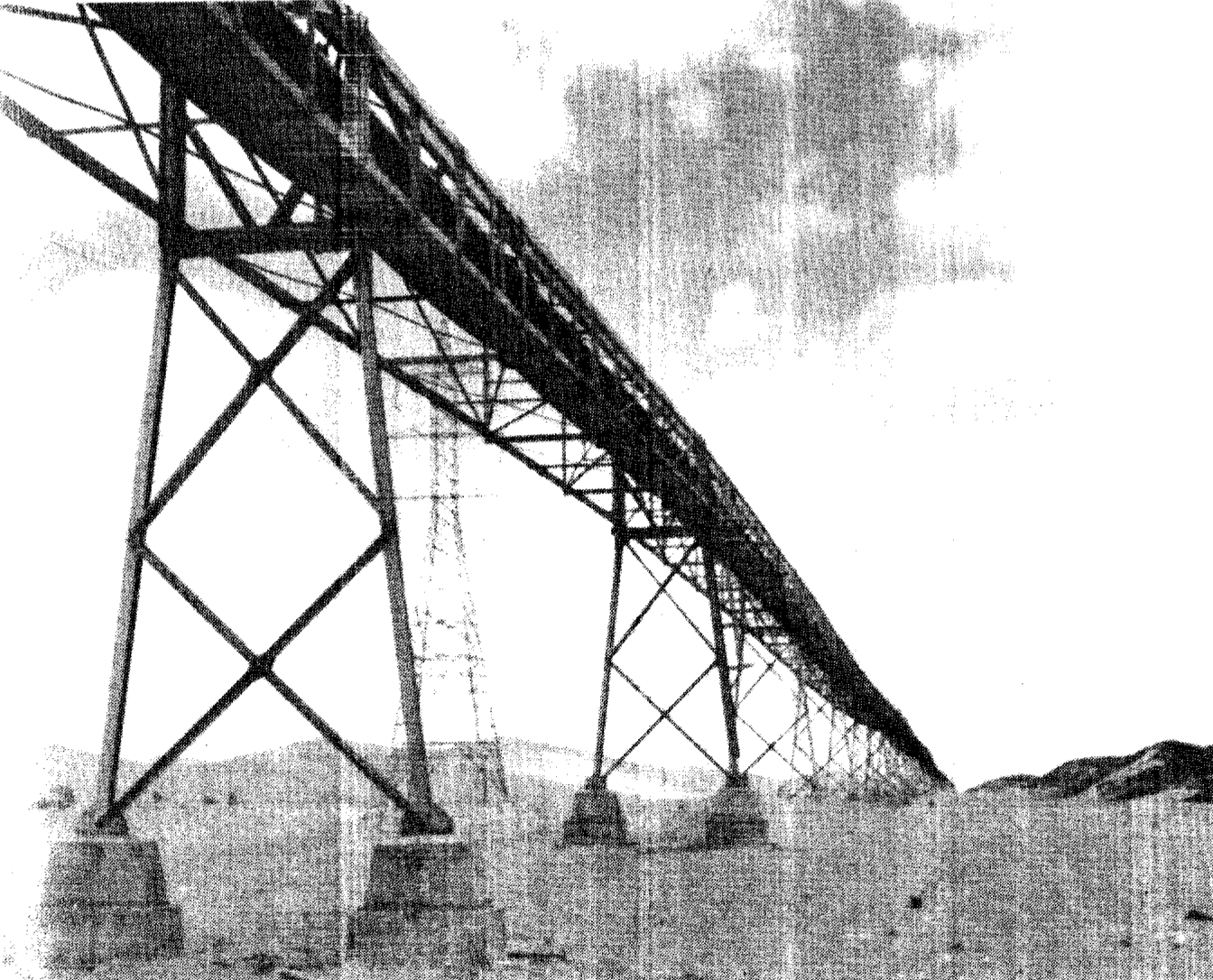
خط نقل إنتاج الفوسفات من منطقة بوكراع في الصحراء الغربية إلى مدينة العيون في المغرب عام 1970

استغلت الحكومة المغربية مناجم الفوسفات الواقعة في منطقة بوكراع في الصحراء الغربية منذ توقيع اتفاقيات مدريد، واحتلال المغرب لمنطقة الصحراء الغربية في 28 فبراير عام 1976. وكانت شركة تمتلك إسبانيا 35٪ من أسهمها هي من تتولى أعمال التنقيب عن الفوسفات في المنطقة، بيد أن الهجمات وعمليات التخريب العديدة التي قام بها مقاتلو جبهة البوليساريو في المنطقة أدت إلى خفض معدلات الإنتاج إلى حد كبير، وأصبح أطول خط نقل في العالم (بطول 96 كم)، والذي كان يُستخدم لنقل إنتاج الفوسفات المُستخرج من مناجم منطقة بوكراع إلى ميناء مدينة العيون في المغرب غير صالح للاستخدام، مما دفع المغاربة إلى ضرورة نقل الفوسفات باستخدام نحو ثلاثين شاحنة ثقيلة يقودها عمال نقل إسبان من جزر الكناري تحت حماية الجيش الملكي المغربي.
أتي هجوم قوات جبهة البوليساريو في أعقاب الهجوم على محطة الزويرات الموريتانية، والتي قُتل فيها مدنيان فرنسيان وخطف 6 آخرون مما تسبب في الإخلاء الفوري للمدينة من 238 مديرًا وفنيًا فرنسيًا من أصل 273 كانوا متواجدين في المدينة، بالإضافة إلى الدمار الذي تسبب في إضعاف الاقتصاد الموريتاني بشكل دائم، حيث يمثل نشاط التعدين في منطقة الزويرات 80٪ من الناتج المحلي الإجمالي لموريتانيا.
وعلى عكس الأهمية الاقتصادية الكبيرة لمحطة الزويرات بالنسبة لموريتانيا، فإن مناجم منطقة بوكراع كانت تشكل مصدرا مكملًا واحدا فقط من مصادر الإنتاج التعديني المحلي للمغرب، والتي تحتوي على مناجم أكثر أهمية بكثير في أراضيها غير المتنازع عليها، حيث كانت تنتج ما يزيد عن 20 مليون طنًّا من الفوسفات سنويًا، ولكن أتاح الاستيلاء على منطقة بوكراع للحكومة المغربية بعيدًا عن أهميته الاقتصادية القضاء على منافسة جبهة البوليساريو لها في السوق الدولية. كان الغرض الرئيسي من تعدين فوسفات بوكراع هو دمج ولايات الصحراء في الاقتصاد المغربي. وبالتالي، فإن الانقطاع المؤقت للنشاط لم يكن يشكل خطراً على الاستقرار الاقتصادي للمغرب.
كان الغرض الرئيسي من الهجوم الذي شنته قوات جبهة البوليساريو على مناجم الفوسفات الواقعة في منطقة بوكراع في الصحراء الغربية هو تعليق عمليات التنقيب عن الفوسفات في المنطقة، ووفقًا للمتحدث باسم جبهة البوليساريو، فقد سعت الجبهة من وراء هذا الهجوم أيضًا لإرسال تحذير جديد للأجانب الذين كانوا يعملون على تعزيز الإمكانات الاقتصادية والعسكرية للعدو أو استغلال ثرواتهم الوطنية في منطقة الصحراء الغربية لصالح المغاربة أو الموريتانيين.

## الهجوم
هاجم مقاتلو جبهة البوليساريو في 31 مايو عام 1977 مدينة بوكراع التي تشتهر بمناجم تعدين الفوسفات في منطقة الصحراء الغربية. واجهت قوات البوليساريو الحامية المغربية على الفور بدعم من نيران المدافع عديمة الارتداد وقذائف الهاون، واستهدفت قوات الكوماندوز التابعة لجبهة البوليساريو منشآت خط النقل الذي لم يعد صالحًا للاستخدام منذ شهور بسبب الهجمات المتعددة وعمليات التخريب التي قام بها مقاتلو البوليساريو في المنطقة. نجحت قوات جبهة البوليساريو في تدمير العديد من المرافق، كما تم استهداف العمال والفنيين الأجانب في مناجم منطقة بوكراع بشكل خاص، وتسبب هذا في مقتل سائق إسباني كان عمله يتمثل في نقل الفوسفات وإصابة آخر بجروح خطيرة. وبحسب بيان صحفي أصدرته جبهة البوليساريو في وقت لاحق، فقد ظل الانفصاليون يسيطرون على المنشآت العسكرية والتعدينية بالمدينة لمدة ثلاث ساعات، بينما نفت السلطات المغربية وقوع أي هجوم في المنطقة.

## الخسائر المادية والبشرية
كانت الخسائر الببشرية والمادية في صفوف الجيش الملكي المغربي، بحسب بيان صادر عن جبهة البوليساريو تُقدر بحوالي 37 جنديًا مغربيًا قتلوا، وسبع شاحنات عسكرية وثلاث عربات مدرعة وقطعتا مدفعية ثقيلة دُمرت جميعها.
أما الحكومة الإسبانية في مدريد، فقدرت خسائر الحامية المغربية بعشرة قتلى فقط، كما تسبب الهجوم في مقتل عامل إسباني وإصابة آخر بجروح خطيرة. أرسلت الحكومة الإسبانية في أعقاب الهجوم طائرة خاصة على الفور وأجلت 129 من الفنيين والعاملين الإسبان العاملين في مناجم منطقة بوكراع.
كانت السلطات المغربية قد نفت وقوع الهجوم، وبحسب وكالة المغرب العربي للأنباء المغربية، فإن استغلال رواسب الفوسفات في بوكراع كان مستمرًا في ذلك الوقت بشكل طبيعي.

### فهرس
1. ↑  "SELON LES AUTORITÉS L'exploitation du gisement de phosphate de Bou-Craa se poursuit normalement". Le Monde.fr (بالفرنسية). 13 Jun 1977. Archived from the original on 2019-11-16. Retrieved 2023-07-08.
2. 1 2 3 4 5 6 7  DANIEL JUNQUA. (7 Jun 1977). "L'attaque contre les mines de Bou-Craa constitue un nouvel avertissement aux étrangers affirme le Front Polisario Un mois après Zouérate..." Le Monde.fr (بالفرنسية). Archived from the original on 2023-06-03. Retrieved 2023-07-08.
3. 1 2 3 4 5  "Les techniciens espagnols évacuent les mines de Bou-Craa après une attaque du Polisario". Le Monde.fr (بالفرنسية). 6 Jun 1977. Archived from the original on 2023-06-03. Retrieved 2023-07-08.
4. ↑  PARINGAUX, ROLAND-PIERRE . (10 May 1977). "Dans la cité minière apeurée et meurtrie". Le Monde.fr (بالفرنسية). Archived from the original on 2023-04-23. Retrieved 2023-07-08.
5. ↑  Bonte، صفحة 208.
6. ↑  Abdalahe، صفحة 304.
7. ↑  "Comment le mur de sécurité a changé la face de la guerre au Saharahttps://www.medias24.com/NATION/DEFENSE/150125-Comment-le-mur-de-securite-a-change-la-face-de-la-guerre-au-Sahara-videos.html". Medias24.com (بالفرنسية). 26 Oct 2014. {{استشهاد ويب}}: الوسيط |مسار= غير موجود أو فارع (help) and روابط خارجية في |عنوان= (help)

### معلومات كاملة للمراجع
- Bonte، Pierre؛ Ould-Cheikh، Abdel Wedoud (2001). La montagne de fer: la SNIM (Mauritanie): une entreprise minière saharienne à l'heure de la mondialisation. Société nationale d'industrie minière (Mauritania). Paris: Karthala. ISBN:978-2-84586-222-7.
- M'Beirik Ahmed Abdalahe (اكتوبر 2015). El Nacionalismo Saharaui, de Zemla a la Organización de la Unidad Africana (PDF) (بالإسبانية). Université de Las Palmas de Gran Canaria. p. 451. Abdalahe. Archived from the original (PDF) on 2023-12-06. {{استشهاد بكتاب}}: تحقق من التاريخ في: |تاريخ= (help) and الوسيط غير المعروف |nature ouvrage= تم تجاهله (help)